# Diletant
Diletant (iz talijanskoga jezika dilettare iz latinskoga delectare „ uživati “) je ne-stručnjak, amater ili laik. Diletant izvodi stvar iz privatnog interesa ili zato što mu bavljenje tim poslom čini zabavu ili zadovoljstvo. 
To podrazumijeva da je moguće da može imati i savršeno znanje ili vještine. Sve dok se ne bavi profesionalnim radom, tako da ne zarađuje novac s tim poslom za život, on se smatra amaterom ili diletantom. 
U današnjem kolokvijalnom jeziku izraz se obično koristi u negativnom smislu, gdje se opisuje nestručno, nepravilno, neispravno ili površno djelovanje.

## Primjeri
Poznati amateri i njihova postignuća: 
- Odvjetnik Otto von Guericke osnovao vakuumsku tehniku.
- Propovjednik Joseph Priestley je otkrio kisik, amonijak, ugljični dioksid i vodikov klorid.
- Glazbenik William Herschel je bio jedan od najvećih astronoma svoga vremena.
- Župnik Robert Stirling je razvio prvi stirlingov motor.
- Tisuće amatera uključenih u Wikipediju stvaraju najveću enciklopediju u povijesti svijeta.